# Frederick Abberline
Frederick George Abberline (né le 8 janvier 1843, mort le 10 décembre 1929) est un inspecteur en chef de la police de Londres. Il est aujourd'hui principalement connu du fait de son affectation en 1888 à l'enquête sur les meurtres de Whitechapel et de Jack l'Éventreur.

## Biographie

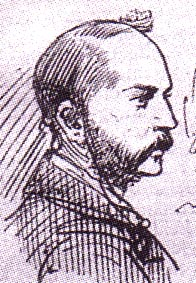
Portrait de Frederick Abberline assistant au procès des Féniens dynamiteurs en 1885.

Frederick Abberline est le fils unique d'Edward Abberline, un sellier et un agent du shérif, des positions mineures dans l'administration locale, et de sa femme Hannah (née Chinn). Edward Abberline meurt en 1849, et sa veuve ouvre un petit commerce et élève ses 4 enfants, Emily, Harriett, Edward et Frederick, seule.
Le vendredi 31 août 1888, la prostituée Mary Ann Nichols fut assassinée sur Buck's Row (renommée plus tard en Durward Street), une ruelle de Whitechapel. Soupçonnant qu'un tueur en série était en liberté dans Londres, Scotland Yard envoya du Central Office le chef inspecteur Frederick Abberline et les détectives Henry Moore et Walter Andrews en renfort.
Frederick Abberline prit sa retraite en 1892.

## Dans la culture

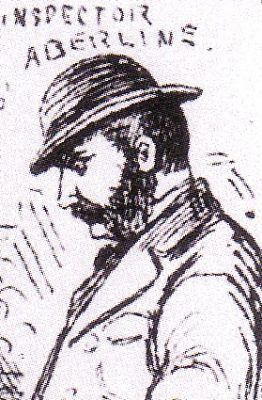
Frederick Abberline interrogeant un témoin.
Détail d'une illustration publiée dans The Illustrated Police News (24 novembre 1888).

Frederick Abberline est beaucoup représenté dans des œuvres de fictions, notamment au cinéma et en littérature.

### Au cinéma
- En 1988, Abberline est interprété par Michael Caine dans le téléfilm Jack the Ripper.
- En 2001, Abberline est interprété par Johnny Depp dans le film From Hell.
- En 2010, dans le film Wolfman, Hugo Weaving interprète un inspecteur de Scotland Yard appelé Francis Abberline, dont on apprend qu'il a enquêté sur Jack l'Éventreur.

### À la télévision
Il est représenté dans la série Ripper Street.

### Dans la littérature
- Brefs commentaires dans Dracula l'Immortel de Drace Stoker et Ian Holt (suite de Dracula et d'après les notes personnelles de Bram Stoker). On apprend ici que Abberline était inspecteur divisionnaire 25 ans plus tôt.

### Dans la bande dessinée
- Abberline est une figure centrale du comics From Hell d'Alan Moore et d'Eddie Campbell.
- Il est appelé Fred Abberline dans le manga et anime Black Butler, où il enquête sur Jack l'Éventreur et aide à l'occasion les principaux personnages.
- Il apparait dans le manga Embalming de Nobuhiro Watsuki, durant l'épisode londonien centré sur Jack l'Éventreur (un Frankenstein nommé Ripper Hopper).
- Le personnage de Frédérick Abstraight, créé par le scénariste Hérik Hanna, qui apparaît dans les albums Sept Détectives[2] et Détectives[3], volume 5, est directement inspiré par Frederick Abberline.

### Dans le jeu vidéo
Abberline tient un rôle important dans le jeu vidéo Assassin's Creed Syndicate où il aide régulièrement les jumeaux Frye, en particulier Jacob, un des deux héros du jeu. Jacob lui vient en aide lors de certaines enquêtes et en retour Abberline l'aide dans sa quête de libérer Londres des Templiers.
Dans la 2e histoire du jeu basée sur Jack l'éventreur, il aide la sœur de Jacob Frye, Evie, à retrouver son frère enlevé par l'Éventreur et en échange Evie tue l'Éventreur après une longue traque à travers Whitechapel.

### Dans la musique
- Le groupe français d'electro-pop Abberline, dont le nom est un hommage direct à Frederick Abberline.